# Вулканы Мьянмы
Список действующих и потухших вулканов Мьянмы.
| Название      | Высота | Координаты                | Последнее извержение |
| ------------- | ------ | ------------------------- | -------------------- |
| Лоуэр Чиндуин | 385 м  | 22°17′ с. ш. 95°06′ в. д. | Голоцен              |
| Поупа         | 1518 м | 20°55′ с. ш. 95°15′ в. д. | 442 BC               |
| Сингу Плато   | 507 м  | 22°42′ с. ш. 95°59′ в. д. | Голоцен              |